# Take It Easy
"Take It Easy" é uma música escrita por Jackson Browne e Glenn Frey, gravada pela banda Eagles.
É o primeiro single do álbum de estreia, Eagles.

## Paradas
| Ano  | Single         | Parada                | Posição |
| ---- | -------------- | --------------------- | ------- |
| 1972 | "Take It Easy" | Billboard Pop Singles | 12      |